# Al Kharaitiyat SC
Al Kharaitiyat SC (Arabisch: نادي الخريطيات) is een Qatarese voetbalclub uit Al Kharaitiyat in de gemeente Umm Salal.
De club werd in 1996 opgericht als  Al-Hilal. In 2004 won de club de Eerste divisie en nam de huidige naam aan. De club degradeerde echter in het eerste seizoen op het hoogste niveau. In 2008 promoveerde de club wederom en speelde sindsdien op het hoogste niveau. In 2019 degradeerde de club.
De club speelt in het Al-Khor SC stadion.

## Erelijst
- Qatargas League

(1): 2004
- Qatari Stars Cup

Finalist (1): 2012